# Michal Šimečka
Michal Šimečka, né le 10 mai 1984 à Bratislava, est un journaliste, chercheur et homme politique slovaque. Membre du parti Slovaquie progressiste (PS), il est élu député européen en 2019, puis vice-président du Parlement européen en 2022.
Lors des élections législatives slovaques de 2023, il est le leader du parti Slovaquie progressiste, qui arrive deuxième au terme du scrutin.

## Biographie

### Jeunesse et formation
Michal Šimečka naît le 10 mai 1984 à Bratislava.
Il obtient une licence en sciences politiques et relations internationales à l'université Charles de Prague en 2006. Il obtient ensuite une maîtrise en études russes et est-européennes au St Antony's College de l'université d'Oxford en 2008, avant de rejoindre le Nuffield College, où il obtient un doctorat en politique et relations internationales en 2012.

### Carrière professionnelle
Après ses études, Šimečka travaille comme conférencier à Prague et à Bratislava. Il est conseiller en politique étrangère au Parlement européen de 2011 à 2014. Šimečka travaille également au Centre d'études des politiques européennes à Bruxelles à partir de 2013, avant de rejoindre l'Institut de relations internationales de Prague en tant que chercheur en 2015, poste qu'il occupe jusqu'en 2017.
Il travaille également comme journaliste pour le journal slovaque Sme de 2002 à 2004, puis pour le Financial Times de 2004 à 2006.

### Carrière politique
Au parlement, Šimečka siège à la commission des libertés civiles, de la justice et des affaires intérieures. En plus de ses missions en commission, il fait partie des délégations du parlement à la commission de l'association parlementaire UE-Ukraine et à l'assemblée parlementaire Euronest.
Il est également membre de l'intergroupe du Parlement européen sur les droits des LGBT et de l'intergroupe du Parlement européen sur les minorités traditionnelles, les communautés nationales et les langues.
De 2020 à 2021, Šimečka est vice-président du groupe parlementaire Renew Europe, sous la direction du président Dacian Cioloș.
En novembre 2019, Šimečka est élu rapporteur sur la mise en place d'un mécanisme de l'UE sur la démocratie, l'État de droit et les droits fondamentaux. En octobre 2020, il présente sa proposition de mécanisme combinant plusieurs outils qui contrôlent le respect de l'état de droit et des valeurs européennes, qui reçoit le soutien de la majorité au Parlement européen. Šimečka fait valoir que l'Union européenne devrait faire davantage pour lutter contre l'utilisation abusive des fonds de l'UE, écrivant que « le marché implicite entre les contributeurs nets et les bénéficiaires nets : « nous payons pour l'accès au marché, vous êtes libres d'abuser des fonds » » devait prendre fin.
En janvier 2022, il fait partie des 14 députés européens élus aux postes de vice-présidents du Parlement européen. Il est chargé des questions des droits de l'homme, de la démocratie et de l'égalité hommes-femmes.
Il est désigné comme leader du parti Slovaquie progressiste, en vue des élections législatives slovaques. Au cours de la campagne électorale, il est victime d'une vague de désinformation. Le 30 septembre 2023, son parti obtient 17,96 % des voix[réf. souhaitée], en deuxième position derrière le parti SMER – SD, du candidat populiste Robert Fico, alors que les sondages en sortie d'urnes le donnait vainqueur.
Le 17 octobre 2023, il démissionne du Parlement européen et de sa vice-présidence pour devenir député slovaque. Il devient vice-président du Conseil national slovaque le 25 octobre.

### Vie privée
Šimečka est le fils du journaliste Martin Milan Šimečka et le petit-fils du philosophe et écrivain dissident Milan Šimečka (sk). Il vit à Bratislava avec sa compagne Soňa et leur fille Táňa.